# Raoni Metuktire
Raoni Metuktire (Reserva kayapo, aprox. 1930) es uno de los grandes caciques del pueblo kayapó que viven en el corazón de una reserva protegida en el territorio brasileño. Es una figura internacional emblemática de la lucha por la preservación de la selva amazónica y de la cultura indígena.

## Primeros años y primeros combates
Raoni Matuktire nació en el estado de Mato Grosso, en el corazón de la parte brasileña de la selva amazónica, en un pueblo llamado Krajmopyjakare (hoy en día llamado Kapot). Proveniente de la rama metuktire de los kayapos, es uno de los hijos del cacique Umoro. El pueblo kayapo es nómada y su infancia está marcada por desplazamientos incesantes y varias guerras tribales. Guiado por su hermano Motibau, a los 15 años Raoni comienza a colocar su famoso labret, disco de madera pintado de forma ceremonial que se lleva bajo el labio inferior, llamado botoque por los guerreros de su tribu.
En 1954 Raoni y los otros miembros de la tribu metuktire tienen el primer contacto con los occidentales, efectuado por Orlando Villas-Bôas, el mayor de los hermanos Villas-Bôas, célebres indigenistas brasileños. Ellos le enseñan portugués al joven Raoni y lo preparan a afrontar la invasión de los kuben ("los otros", "los blancos"). En 1964, cruza el camino del antiguo rey Leopoldo III de Bélgica cuando este se encuentra en una expedición en las reservas indígenas protegidas del Mato Grosso.
La inquietud de la tribu frente a la deforestación ya es considerable cuando lo seleccionan, en 1978, para ser el tema de un documental narrado por Jacques Perrin. El actor Marlon Brando, en la cúspide de su fama, acepta ser filmado para la secuencia de apertura y la película Raoni - The Fight for the Amazon (dirigida por Jean-Pierre Dutilleux) es nominada a los premios Óscar. El interés súbito de los medios de comunicación brasileños convierten a Raoni Metuktire en el portavoz natural de la lucha por la preservación de la selva amazónica, fuertemente amenazada por la deforestación anárquica, el avance de los cultivos de soja y las represas hidroeléctricas.

## 1989 - Campaña internacional en diecisiete países

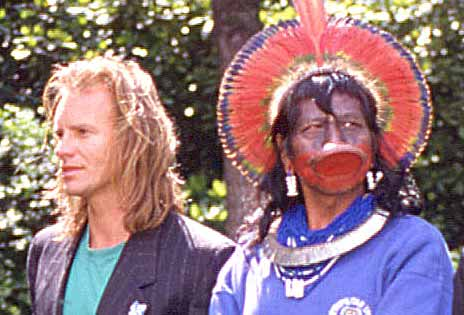
El jefe Raoni en compañía del músico británico Sting en París; abril de 1989.

Pero no es sino hasta su encuentro con el cantante Sting, que lo visita en el Xingu en 1987, que accede a una notoriedad internacional. El 12 de octubre de 1988, participa con él en São Paulo en una conferencia de prensa de la Gira Human Rights Now! de Amnistía Internacional. Luego del impacto de este evento, Sting, su esposa Trudie Styler  y el cineasta belga Jean-Pierre Dutilleux se convierten en cofundadores de la Rainforest Foundation, creada para apoyar los proyectos de Raoni cuya prioridad del momento es la demarcación de los territorios Kayapos amanazados de invasión.
En febrero de 1989, Raoni es uno de los más fieros opositores al proyecto de la represa de Kararao. Las cadenas televisivas del mundo entero están presentes para escuchar sus discursos en Altamira, al momento de una gigantesca asamblea de jefes que quedará para la historia. El proyecto de la represa será finalmente abortado.
La gira que Raoni emprende con Sting en diecisiete países, de abril a junio de 1989, le permite difundir su mensaje a escala mundial. Doce fundaciones Selva Virgen son creadas en el mundo con el objetivo de recaudar fondos para apoyar la creación, en la región del Río Xingu en Amazonía, de un parque nacional de una superficie de alrededor de 180 000 km².

## Los resultados de la campaña de 1989

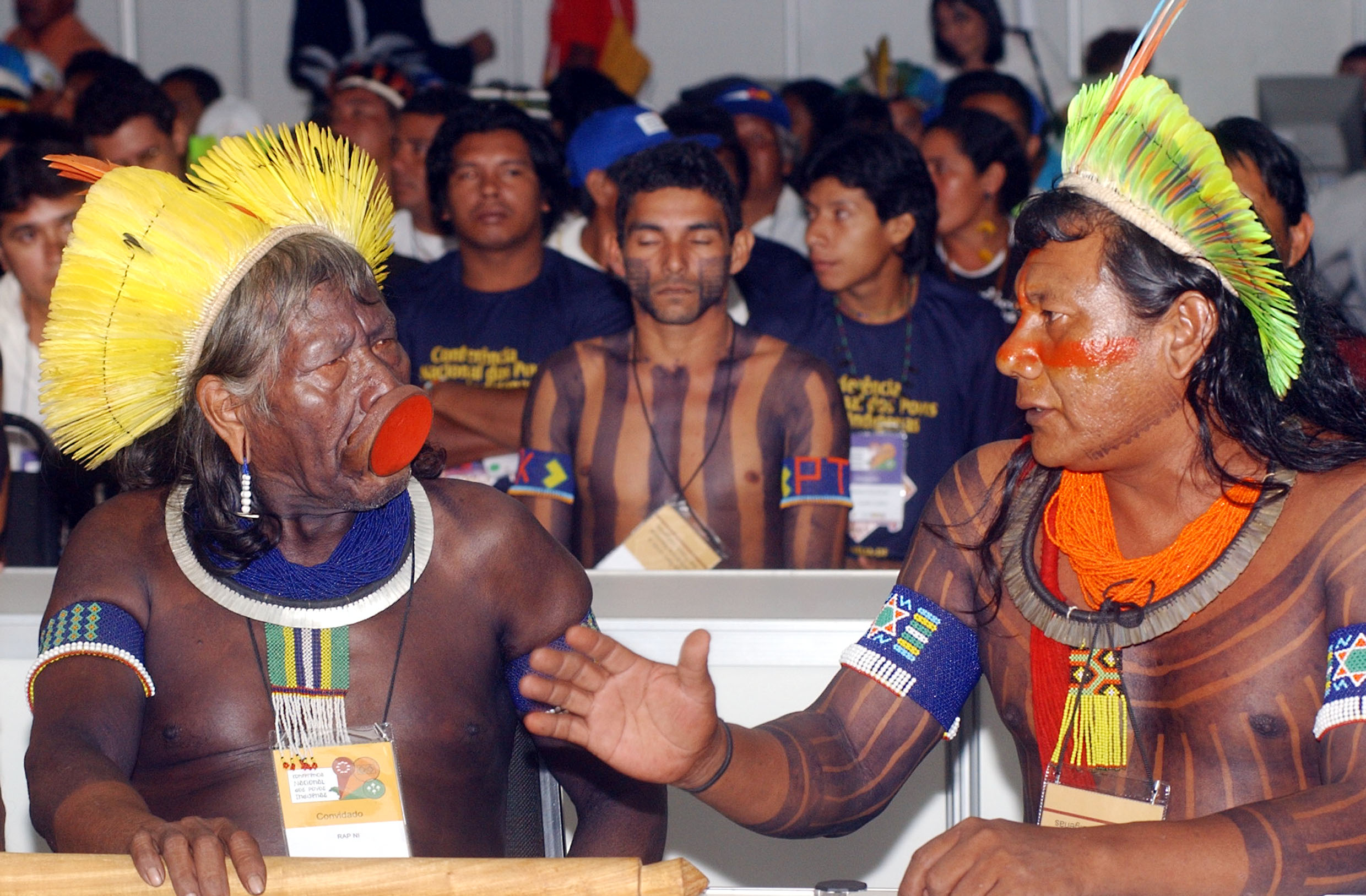
Raoni durante una conferencia en Brasil en abril de 2006.

Es en 1989, a raíz del entusiasmo suscitado por su gira mundial, que se crea el parque, situado en el territorio de los estados de Mato Grosso y Pará. Hoy, constituye la mayor reserva de selvas tropicales del planeta.
Otro resultado concreto de esta primera campaña internacional de Raoni es el desbloqueo de fondos por parte del G7 para la demarcación de todas las reservas indígenas de Brasil, aún si este proyecto no ha sido concretado aún.
Más allá de estos resultados, uno de los éxitos más notables de la campaña de 1989 es una toma de conciencia por parte del público en general de la necesidad de proteger la selva amazónica y sus poblaciones autóctonas. El presidente francés François Mitterrand fue el primero en apoyar la iniciativa de Raoni, y lo siguieron pronto Jacques Chirac, Juan Carlos I de España, el entonces príncipe Carlos de Inglaterra y el papa Juan Pablo II, entre otros.
En cuanto a la deforestación, lejos de encasquillarse, continúa avanzando en las zonas no protegidas, amenazando de nuevo a los que ya estaban amenazados.

## Embajador internacional de la lucha por la preservación de la Amazonía y de los pueblos amazónicos

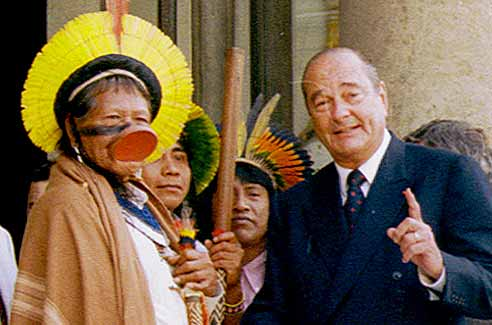
Raoni y el expresidente francés Jacques Chirac en mayo de 2000, en el Palacio del Elíseo.

Convertido en embajador del combate por la protección de la selva amazónica y siendo ya el de la protección del medio ambiente de todo pueblo indígena, Raoni Metuktire ha efectuado desde 1989 numerosos viajes a través del mundo, visitando por ejemplo a los Inuit de la costa norte del Quebec, en Canadá, en agosto del 2001, o el Japón, en mayo del 2007. Sin embargo, es principalmente en Europa que su mensaje parece recibir una mejor difusión. Es así como regresa a Francia en el 2000, 2001 y 2003 donde recibe el apoyo activo del presidente Jacques Chirac.
En sus intervenciones en los medios de comunicación, aparece frecuentemente con una corona de plumas amarillas y aretes y collares kayapos. El cacique Raoni es fácil de reconocer con su tradicional labret que le distiende el labio inferior y que lleva con gran orgullo.

## Raoni contra el complejo de represas de Belo Monte

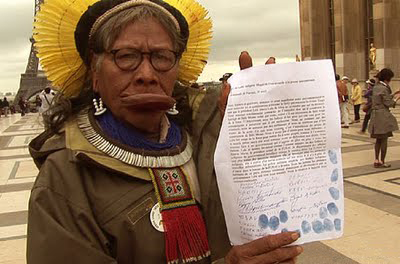
Raoni en el lugar de los derechos humanos en el Trocadero en París, con el texto original de la petición internacional contra la presa de Belo Monte, hecho con otros líderes indígenas.

En una entrevista concedida a TF1 y difundida con motivo de la gira europea (Francia, Bélgica, Suiza, Mónaco, Luxemburgo) en mayo de 2010, Raoni declara la guerra al proyecto de represas de Belo Monte, que amenaza los territorios indígenas situados a orillas del río Xingú en el estado de Pará y reafirma su determinación de proteger la selva amazónica de un desastre mayor: "Le he pedido a los guerreros que se preparen a la guerra, también he hablado con las tribus del Alto Xingú. No vamos a dejar que esto suceda. Vamos a matar a los blancos que quieren construir esta represa".
Durante este mismo viaje, durante el cual promociona igualmente su libro Raoni, memorias de un jefe indígena, Raoni es recibido por el expresidente francés Jacques Chirac, que le proporciona nuevamente su apoyo para su proyecto (a través de la Fundación Chirac), el cual consiste en un instituto que lleva su nombre, en pleno corazón de la Amazonía brasileña, destinado a conservar la cultura de su pueblo y la biodiversidad de la selva. Fue recibido igualmente por el príncipe Albert II de Mónaco, muy comprometido en la protección de la naturaleza.  
El primero de julio de 2011, el Instituto Brasileño del Medio Ambiente (IBAMA), último amparo contra la realización de la represa de Belo Monte, le entrega la licencia al consorcio de empresas brasileñas Norte Energía. Esta información es retomada por los medios de comunicación y las redes sociales del mundo entero, acompañada de una foto de Raoni en llanto, cuya leyenda decía que sus lágrimas fueron provocadas por la aprobación definitiva de la represa de Belo Monte. En realidad, la fotografía se había tomado diez años antes y el llanto de Raoni se debía al fallecimiento de un amigo. Indignado, el jefe desmiente formalmente en su sitio oficial: "Yo no lloré a causa de la autorización de construcción y del comienzo de los trabajos en Belo Monte. Mientras yo viva, continuaré luchando contra esta construcción (...) La que llorará es la Presidenta Dilma, no yo. Quiero saber quién obtuvo esa foto y difundió falsas informaciones (...) La presidenta Dilma deberá matarme frente al Palacio del Planalto. Y en ese momento solamente se podrá construir la represa de Belo Monte".
En respuesta a los que piensan que está desalentado, el jefe Raoni, quien recibió recientemente el apoyo de personalidades internacionales como James Cameron, Sigourney Weaver y Arnold Schwarzenegger,  lanzó una petición internacional en 5 lenguas contra la represa de Belo Monte en su sitio web oficial.